# КК Трикала
КК Трикала (грч. Τρίκαλα K.A.E.) је грчки кошаркашки клуб из Трикале. Из спонзорских разлога пун назив клуба тренутно гласи Трикала Аријес (Τρίκαλα Αριεσ). У сезони 2017/18. такмичи се у Првој лиги Грчке.

## Историја
Клуб је основан 1993. године. Од сезоне 2013/14. такмичи се у Првој лиги Грчке.

## Познатији играчи
- Олександр Липовиј